# Clock (film)
Clock è un film del 2023 diretto e scritto da Alexis Jacknow. L'opera è incentrata principalmente sulle pressioni sociali imposte alle donne che decidono di non avere figli.

## Trama
Ella è un'arredatrice di interni che non vuole avere figli: suo marito si mostra rispettoso della sua volontà, tuttavia le sue amiche e soprattutto suo padre non fanno altro che farle pressioni sul fatto che dovrebbe avere prole. In particolare, il genitore è convinto che questo vanifichi i sacrifici dei loro antenati, sopravvissuti ai campi di concentramento dove erano stati internati in quanto ebrei. Quando la donna si presenta da una ginecologa consigliatale dal marito per una visita di prevenzione circa il tumore al seno, la dottoressa ne ascolta la storia e le comunica l'esistenza di un programma sperimentale che la aiuterebbe a sviluppare il desiderio di maternità. Inizialmente Ella non è interessata, ma quando le pressioni si intensificano cede e decide di presentarsi presso la clinica, rinunciando così a un incarico lavorativo molto importante.
I primi colloqui con la dottoressa Simmons risultano piacevoli, tuttavia Ella inizia ad avere alcune spaventose visioni riguardanti una donna molto alta e altre figure che la terrorizzano. L'interpretazione data a queste visioni è che rappresentano le effettive paure di Ella, la quale non è intenzionata a mettere al mondo dei figli proprio per via della sua storia familiare, della consapevolezza di quanto di brutto possa accadere nel mondo. Ciononostante, la donna si lascia sottoporre a pratiche come delle sedute in una vasca di deprivazione sensoriale e l'inserimento nel suo corpo di un impianto che rilascia ormoni che la aiuteranno appunto a sviluppare il desiderio di maternità. La donna può ora tornare a casa, tuttavia dovrà attendere alcune settimane prima di concedersi un primo rapporto sessuale.
Una volta rientrata a casa, Ella inizia a percepire molte stranezze: prima il suo cane le abbaia contro, poi inizia ad avere allucinazioni e strane reazioni ogni qual volta si parla di gravidanze e storie di famiglia. Durante queste allucinazioni, la donna rischia di sbattere un pesante tomo contro la pancia di un'amica incinta, si ritrova ad arredare in modo spaventoso e orrido la camera da letto destinata al bambino della sua amica e aggredisce quest'ultima non appena le si rompono le acque. Per quanto riguarda il rapporto con suo padre, in una prima occasione Ella provoca l'ira dell'uomo a tal punto da spingerlo a strappare molte foto della sua famiglia. In una seconda occasione, invece, Ella distrugge l'orologio simbolo della sua famiglia davanti all'uomo, dopo che quest'ultimo aveva già avuto una rovinosa caduta.
Tornata a casa da suo marito, Ella insiste per avere un rapporto sessuale con lui, tuttavia finisce per ferirgli il pene dal momento che la donna aveva qualcosa di tagliente all'interno della vagina. Confusa, Ella scopre che suo marito aveva con sé un gadget della dottoressa Simmons: capisce quindi di essere finita dal medico a causa di uno stratagemma messo in atto dall'uomo. Invece di aiutarlo, Ella si presenta dalla dottoressa per farsi rimuovere l'impianto: la donna si rifiuta, affermando che probabilmente Ella non potrebbe avere figli e mostrando zero compassione verso i sintomi da lei denunciati. Le due finiscono per lottare: Ella tramortisce il medico, dopo di che riesce a togliersi l'impianto da sola, scatenando l'imminente fine delle visioni e delle alterazioni che la tormentavano. 
Proprio in quel momento arriva però la polizia: durante la crisi in cui pensava di aver distrutto l'orologio, Ella aveva invece ucciso suo padre perché quest'ultimo, dopo aver riflettuto, le aveva chiesto scusa per le pressioni a cui l'aveva sottoposta e le aveva comunicato di aver capito non fosse giusto pretendere che lei avesse per forza dei figli. Disperata per la situazione, e perché la polizia era stata chiamata proprio da suo marito, Ella inizia a scappare ma finisce per gettarsi in un burrone, preferendo la morte alla vita in una società che non le lascia libertà alcuna.

## Produzione
L'opera rappresenta il primo lungometraggio realizzato da Jacknow, tuttavia nasce da un cortometraggio omonimo che la regista aveva realizzato nel 2020. Secondo quanto dichiarato da Jacknow, la scelta del genere cinematografico horror per questo film dipende principalmente dalla necessità di trovare un linguaggio che consentisse al tema di venire veicolato a quante più persone possibile, uno scopo che secondo la cineasta poteva facilmente essere raggiunto attraverso questo genere cinematografico.

## Distribuzione
Presentato in anteprima all'Overlook Film Festival, il film è stato distribuito direttamente nel mercato on demand a partire dal 28 aprile 2023. La distribuzione è avvenuta sa Hulu per gli Stati Uniti e su Disney+ per il resto del mondo.

## Accoglienza
Sull'aggregatore Rotten Tomatoes il film riceve il 79% delle recensioni professionali positive con un voto medio di 6,2 su 10 basato su 33 critiche, mentre su Metacritic ottiene un punteggio di 59 su 100 basato su 7 critiche.